# Heterochaenia
Heterochaenia – rodzaj roślin z rodziny dzwonkowatych. Obejmuje 4 gatunki. Wszystkie one, a tym samym też rodzaj, są endemitami wyspy Reunion na Oceanie Indyjskim.

## Morfologia
PokrójPachykauliczne krzewy tj. o pędach słabo lub wcale nierozgałęzionych.
LiścieSiedzące, skupione na końcach pędów.
KwiatyOkazałe, szypułkowe, skupione w grona i wiechy na szczytach pędów. Korona fioletowa, niebieska lub żółtawobiała, zrosłopłatkowa, dzwonkowata, z wolnymi łatkami równej długości lub krótszymi od rurki. Pręciki o pylnikach podobnej długości jak cienkie (nierozszerzające się) nitki. Zalążnia trójkomorowa, zwieńczona pierścieniem miodników.
OwoceTorebki otwierające się klapkami i porami.

## Systematyka
Pozycja systematyczna
Rodzaj z rodziny dzwonkowatych Campanulaceae klasyfikowany w jej obrębie do podrodziny Campanuloideae.
Wykaz gatunków
- Heterochaenia borbonica Badré & Cadet
- Heterochaenia ensifolia (Lam.) A.DC.
- Heterochaenia fragrans H.Thomas, Félicité & Adolphe
- Heterochaenia rivalsii Badré & Cadet